# Муртазалі Магомедов
Муртазалі Мухаммад Магомедов (ав. Муртазали Мухӏаммад Мухӏаммадов; 1972, Телетль, Радянський район, Дагестанська АРСР — 3 жовтня 2009, Новий Чиркей) — ісламський учений-богослов, викладач, доктор наук в галузі основ фікга, салафітський шейх.
Здобув ісламську освіту в Дагестані, Сирії та Судані. Був першим і єдиним за своє життя доктором шаріатських наук на всьому пострадянському просторі. Викладав у сирійських університетах, у середині 2000-х років повернувся до Дагестану та зайнявся просвітницькою діяльністю, викладав у навчальних закладах, читав лекції та проповіді у мечетях. 2009 року убитий під час збройного нападу, слідство не зуміло визначити та знайти вбивць. У вбивстві підозрюються співробітники російських силових структур.

## Біографія

### Становлення
Народився в аварському селі Телетль нині Шамільського району Дагестану. Здобув початкову ісламську освіту в рідному селі.
1987 року закінчив з відзнакою сільську середню школу. Після вступу на Ісламський факультет імені Імама Шаміля у Кизилюрті, де вивчав граматику арабської мови.
З 1991 року був одним з перших мусульман СРСР, що поїхав на навчання в Сирію, ісламським наукам в Дамаску, де 1993 року, закінчив факультет арабської мови, а 1997 року — факультет ісламського заклику.
Вступив на факультет Шаріату та шаріатських прав у відділі аспірантури при дамаській філії університету Умму Дарман аль-Ісламія у Судані. Одночасно вступив на факультет «Фікх аль-Мукарум» у тому ж університеті, який закінчив 1998 року з відзнакою. Навчався також юриспруденції на тому ж факультеті та закінчив його 1999 року.
Після 15 років навчання захистив докторську дисертацію з шаріатських наук.
Крім того, навчався у таких славетних учених сучасної Сирії, як Нуруддін Ітр і Мустафа аль-Буга. Деякі з них, як наприклад аль-Буга, під керівництвом якого Муртазалі написав докторську, у своїх рецензіях на книги Муртазалі дуже добре про нього відгукувалися, як про ісламського вченого та спеціаліста з фікгу та хадісів.

### Діяльність
Викладав у дамаському університеті Абу-Нур. Вчитися до нього приїжджав і його дядько Алі Абу Мухаммед. У середині 2000-х років повернувся до Дагестану, де також зайнявся викладанням. Влаштовував семінари для імамів мечетей, давав уроки в ісламських вишах, зустрічався з людьми та відповідав на їхні запитання. Викладав в ісламському інституті імені Імама Шаміля в Кизилюрті й ісламському інституті імені Імама аш-Шафії в Махачкалі. Займався будівництвом мечеті й ісламського навчального закладу.

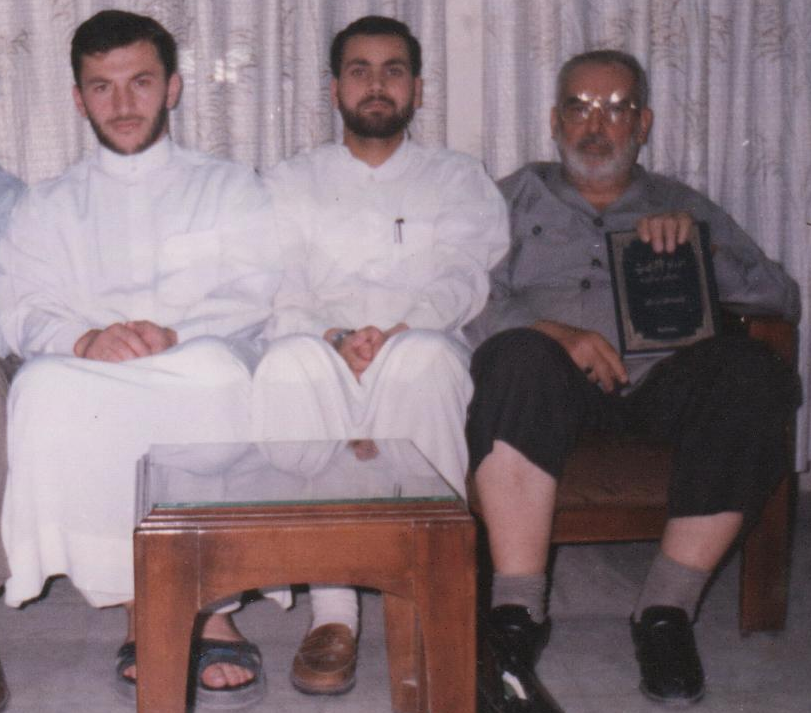
Муртазалі (ліворуч) з шейхом у його будинку в Дамаску

З 2005 по 2008 рік у Дамаску вийшло друком кілька праць Муртазалі арабською мовою з описом основ шаріату. Кожна книга містила близько 800 сторінок.
В останні місяці життя читав хутби в «зеленій» мечеті Буйнакська.

### Вбивство
Убитий близько 22:30 у суботу 3 жовтня на трасі Кизилюрт-Махачкала біля села Ново-Чиркей у Дагестані. Йому було 37 років. Обстріл машини провадився з проїжджого автомобіля. Помер на місці від отриманих поранень, у нього потрапили три розривні кулі. Інцидент трапився, коли Муртазалі їхав додому до селища Комсомольське Кизилюртівського району з Махачкали для відвідин хворого родича. Обстріляну машину помітили водії автотранспорту, що проїжджав, які викликали міліцію та родичів. Вбивць так і не знайшли.
За даними «Нової газети», вбивство стало результатом дій правоохоронних органів, щодо причетності до цього силовиків заявляв і мешканець Комсомольського. Наступного дня після смерті Муртазалі кавказькі моджахеди опублікували на сайті «Kavkaz Center» заяву, що за вбивством стоїть ФСБ.
Журналіст Максим Шевченко, особисто знайомий із Муртазалі, коментуючи вбивство висловив версію про те, що «вбивці хочуть змусити послідовників чиркейського тарікату та помірних салафітів вступити на шлях взаємної помсти та розв'язати в Дагестані некерований кривавий хаос». Вбивство не набуло резонансу в середовищі федеральних ЗМІ та правозахисників.
За оцінкою «Нової газети», вбивство Муртазалі Магомедова призвело до серйозних наслідків у Дагестані. Дядьком Муртазалі був Алі Абу Мухаммед, майбутній амір Кавказького емірату, який пішов у збройне підпілля через вбивство племінника, з тієї ж причини пішов у «ліс» інший майбутній лідер моджахедів Абу Усман Гімринський. Як помста за Муртазалі деякими розглядалося вбивство суфійського шейха Сіражутдіна Хурікського.

## Погляди
Вважався одним з найвідоміших і найавторитетніших ісламських богословів Росії. Займався стримуванням молодих мусульман від відходу у збройне ісламське підпілля. Провладний російський ісламознавець Роман Силантьєв заявляв, що Муртазалі був «одним з ідеологів терористичного підпілля і виправдовував розправи над правоохоронцями».
Муртазалі був родом із суфійського села, але після здобуття освіти він не зараховував себе до шазілійського тарикату. На думку журналіста Максима Шевченка, його погляди були близькими до ідей лідера «помірних» салафітів Ахмад-каді Ахтаєва. Відкрито порушував тему джихаду і критикував нововведення в ісламі. В останній період життя піддався критиці від Муфтіята Дагестану, представники якого навісили на нього ярлик «ваххабіта».
Шейх Муртазалі у своїх лекціях торкався особистості Ібн Теймії, говорячи, що його доводи були настільки переконливі, що вони придатні для боротьби з противниками ісламу і нині, але при цьому Муртазалі не підтверджував його беззаперечний авторитет як правознавця.

## Сім'я
Мав двох дружин і п'ятеро дітей — 2 дівчинки і 3 хлопчики, на момент вбивства неповнолітні.